# الخواشنة (أسلم)

تعديل مصدري - تعديل

الخواشنة هي إحدى قرى عزلة أسلم الوسط بمديرية أسلم التابعة لمحافظة حجة، بلغ تعداد سكانها 94 نسمة حسب تعداد اليمن لعام 2004.